# Чемпионат России по дзюдо 2013
22-й чемпионат России по дзюдо проходил с 9 по 13 октября 2013 года в Санкт-Петербурге в спорткомплексе «Юбилейный». В соревнованиях приняли участие более 600 спортсменов.

## Медалисты

### Мужчины
| Категория                   | Золото                               | Серебро                            | Бронза                                                              |
| --------------------------- | ------------------------------------ | ---------------------------------- | ------------------------------------------------------------------- |
| Наилегчайший вес (до 60 кг) | Дмитрий Куликов Оренбургская область | Роман Горшенин Удмуртия            | Антон Димухаметов Пермский край Савва Каракизиди Краснодарский край |
| Полулёгкий вес (до 66 кг)   | Анзаур Арданов Адыгея                | Армен Авагян Краснодарский край    | Максим Кузнецов Рязанская область Акоп Акопян Москва                |
| Лёгкий вес (до 73 кг)       | Рустам Шевоцуков Адыгея              | Алексей Астафьев Красноярский край | Уали Куржев Рязанская область Никита Хоментовский Санкт-Петербург   |
| Полусредний вес (до 81 кг)  | Илья Кокович Москва                  | Михаил Казыдуб Кемеровская область | Алексей Фетисов Московская область Айдамир Шевоцуков Адыгея         |
| Средний вес (до 90 кг)      | Самир Гучапшев Кабардино-Балкария    | Казбек Занкишиев Тюменская область | Мурат Гасиев Северная Осетия Александр Росляков Москва              |
| Полутяжёлый вес (до 100 кг) | Давид Битиев Северная Осетия         | Руслан Киселёв Москва              | Мераб Маргиев Северная Осетия Михаил Косяшников Краснодарский край  |
| Тяжёлый вес (свыше 100 кг)  | Аслан Камбиев Москва                 | Сергей Кесаев Северная Осетия      | Артур Хапцев Тюменская область Андрей Волков Рязанская область      |
| Абсолютная категория        | Рустам Арсланов Башкортостан         | Давид Битиев Северная Осетия       | Дмитрий Балянов Башкортостан Антон Верхолаз Калининградская область |

### Женщины
| Категория                   | Золото                                  | Серебро                                  | Бронза                                                                                        |
| --------------------------- | --------------------------------------- | ---------------------------------------- | --------------------------------------------------------------------------------------------- |
| Наилегчайший вес (до 48 кг) | Кристина Румянцева Москва               | Алана Лазарова Северная Осетия           | Лусине Авакян Москва Анна Пашина Красноярский край                                            |
| Полулёгкий вес (до 52 кг)   | Юлия Рыжова Москва                      | Антонина Кириевская Брянская область     | Татьяна Аякина Московская область Юлия Котова Рязанская область                               |
| Лёгкий вес (до 57 кг)       | Татьяна Носкова Ленинградская область   | Екатерина Мельникова Саратовская область | Анастасия Матвиенкова Москва Кристина Храмцова Московская область                             |
| Полусредний вес (до 63 кг)  | Пари Суракатова Санкт-Петербург         | Вера Коваль Смоленская область           | Екатерина Валькова Краснодарский край Вероника Романько Москва                                |
| Средний вес (до 70 кг)      | Ирина Сордия Красноярский край          | Ирина Газиева Санкт-Петербург            | Ольга Артошина Красноярский край Олеся Волкова Рязанская область                              |
| Полутяжёлый вес (до 78 кг)  | Алёна Качоровская Волгоградская область | Анастасия Дмитриева Москва               | Татьяна Тимонина Самарская область Наталья Казанцева Тюменская область                        |
| Тяжёлый вес (свыше 78 кг)   | Мария Шекерова Татарстан                | Наталья Соколова Красноярский край       | Екатерина Шереметова Красноярский край Полина Оруджова Краснодарский край                     |
| Абсолютная категория        | Анна Балашова Пермский край             | Джульетта Давтян Москва                  | Вера Москалюк Ханты-Мансийский автономный округ — Югра Екатерина Шереметова Красноярский край |